# Парламентские выборы в Турции (2023)
Парламентские выборы в Турции прошли 14 мая 2023 года наряду с президентскими выборами.
Первоначально проведение выборов было запланировано на 18 июня 2023 года, однако президент Эрдоган призвал провести досрочные выборы 14 мая, ссылаясь на выборы 1950 года, прошедшие в этот же день и положившие конец однопартийному режиму «Республиканской народной партии» в Турции.
Избиратели из 87 избирательных округов избрали 600 членов Великого национального собрания Турции сроком на пять лет, сформировав 28-й созыв парламента страны.

## Альянсы
| Альянс | Альянс                    | Члены                                     | Члены                                  | Идеология                              | Мест до предстоящих выборов |
| ------ | ------------------------- | ----------------------------------------- | -------------------------------------- | -------------------------------------- | --------------------------- |
| 1      | Народный Альянс           |                                           | Партия справедливости и развития (ПСР) | Эрдоганизм Национал-консерватизм       | 336 из 600                  |
| 1      | Народный Альянс           | Партия националистического движения (ПНД) |                                        | Эрдоганизм Национал-консерватизм       | 336 из 600                  |
| 1      | Народный Альянс           | Партия Великого Единства (ПВЕ)            |                                        | Эрдоганизм Национал-консерватизм       | 336 из 600                  |
| 1      | Народный Альянс           | Новая партия благосостояния (НПБ)         |                                        | Эрдоганизм Национал-консерватизм       | 336 из 600                  |
|        |                           |                                           |                                        |                                        |                             |
| 2      | Национальный альянс       |                                           | Республиканская народная партия (РНП)  | Парламентаризм (Кемализм и союзники)   | 175 из 600                  |
| 2      | Национальный альянс       | Хорошая партия (ХП)                       |                                        | Парламентаризм (Кемализм и союзники)   | 175 из 600                  |
| 2      | Национальный альянс       | Партия демократии и прогресса (ПДП)       |                                        | Парламентаризм (Кемализм и союзники)   | 175 из 600                  |
| 2      | Национальный альянс       | Партия будущего (ПБ)                      |                                        | Парламентаризм (Кемализм и союзники)   | 175 из 600                  |
| 2      | Национальный альянс       | Партия счастья (ПС)                       |                                        | Парламентаризм (Кемализм и союзники)   | 175 из 600                  |
| 2      | Национальный альянс       | Демократическая партия (ДП)               |                                        | Парламентаризм (Кемализм и союзники)   | 175 из 600                  |
|        |                           |                                           |                                        |                                        |                             |
| 3      | Альянс труда и свободы    |                                           | Левая партия зелёных (ЛПЗ)             | Права меньшинств Социализм             | 60 из 600                   |
| 3      | Альянс труда и свободы    | Демократическая партия народов (ДПН)      |                                        | Права меньшинств Социализм             | 60 из 600                   |
| 3      | Альянс труда и свободы    | Трудовая партия Турции (ТПТ)              |                                        | Права меньшинств Социализм             | 60 из 600                   |
| 3      | Альянс труда и свободы    | Рабочая партия (РП)                       |                                        | Права меньшинств Социализм             | 60 из 600                   |
| 3      | Альянс труда и свободы    | Партия рабочего движения (ПРД)            |                                        | Права меньшинств Социализм             | 60 из 600                   |
| 3      | Альянс труда и свободы    | Партия социальной свободы (ПСС)           |                                        | Права меньшинств Социализм             | 60 из 600                   |
| 3      | Альянс труда и свободы    | Партия рабочей демократии (РД)            |                                        | Права меньшинств Социализм             | 60 из 600                   |
|        |                           |                                           |                                        |                                        |                             |
| 4      | Альянс предков            |                                           | Партия Победы (ПП)                     | Кемализм Нативизм Турецкий национализм | 1 из 600                    |
| 4      | Альянс предков            | Партия справедливости (ПС)                |                                        | Кемализм Нативизм Турецкий национализм | 1 из 600                    |
| 4      | Альянс предков            | Партия моей страны (ПМС)                  |                                        | Кемализм Нативизм Турецкий национализм | 1 из 600                    |
| 4      | Альянс предков            | Партия Альянса Турции (ПАТ)               |                                        | Кемализм Нативизм Турецкий национализм | 1 из 600                    |
|        |                           |                                           |                                        |                                        |                             |
| 5      | Союз социалистических сил |                                           | Левая партия (ЛП)                      | Коммунизм                              | 0 из 600                    |
| 5      | Союз социалистических сил | Коммунистическая партия (КПТ)             |                                        | Коммунизм                              | 0 из 600                    |
| 5      | Союз социалистических сил | Коммунистическое движение Турции (КДТ)    |                                        | Коммунизм                              | 0 из 600                    |
| 5      | Союз социалистических сил | Революционное движение (РД)               |                                        | Коммунизм                              | 0 из 600                    |

## Опросы общественного мнения
|  | Аббревиатура | Название партии                     |
|  | ------------ | ----------------------------------- |
|  | AKP          | Партия справедливости и развития    |
|  | CHP          | Республиканская народная партия     |
|  | İYİ          | Хорошая партия                      |
|  | YSGP         | Левая партия зелёных                |
|  | HDP          | Демократическая партия народов      |
|  | MHP          | Партия националистического движения |